# The Bridge of Time
The Bridge of Time è un cortometraggio muto del 1915 diretto da Frank Beal.

## Produzione
Il film fu prodotto dalla Selig Polyscope Company.

## Distribuzione
Distribuito dalla General Film Company, il film - un cortometraggio in tre bobine - uscì nelle sale cinematografiche statunitensi il 7 ottobre 1915.